# Hippeastrum × johnsonii
Hippeastrum × johnsonii är hybrid i familjen amaryllisväxter mellan H. reginae och H. vittatum. Det finns flera kloner av hybriden och vissa har fått egna namn. Det är dock ingen som med säkerhet kan identifiera dem idag och det är kanske bäst att betrakta H. ×johnsonii som en sort-grupp.

## Beskrivning
En flerårig ört med lök. Bladen är bandlika och gröna. Blomstängeln blir ca 40 cm lång, den är ihålig och bär 4-5 blommor. Hyllebladen är röda med en vit mittrand.

## Etymologi
Artepitetet johnsonii är efter Mr. Johnson som först gjorde korsningen.

## Historia
Mr. Johnson från Prescot i England var den förste som lyckades med korsningen. 1799 fick han fram en livskraftig sort med relativt små, fast eleganta blommor, röda med vit mittrand. 

## Odling
Amaryllis behöver en ljus placering med skydd för direkt solljus.
Efter blomningen ökas vattningen och jorden bör endast torka ut något mellan vattningarna. Ge regelbunden näring under hela tillväxtperioden. I september-oktober är det dags att sluta vattna. De flesta sorter vissnar då ner helt och skall inte vattnas igen förrän blomknopparna visar sig. Då endast sparsamt tills knopparna är klara för blomning. Under tillväxtperioden ca 20°C medan de gärna vilar något svalare. Dock inte lägre än 12°C då röta lätt uppstår.

## Sorter
Flera sorter har namngivits, men det är idag ingen som med säkerhet kan identifiera dem. En var 'Carnarvonia' (Tyskland 1854) - H. × johnsonii × H. vittatum. Det är osäkert om sorten finns i odling. Den hade röda blommor och ett vitt mittband som gick ända ut till hyllebladsspetsarna.
Ursprungsplantan från Johnson hade röda blommor med en vit mittstrimma från basen till ca halva hyllebladet.
- 'Ackermannii' (H. aulicum × H. ×johnsonii). Livskraftig hybrid med breda, glänsande gröna blad. Blomstjälk 50 cm. Blommor stjärnformade, röda med ett vitt stjärnmönster.

## Synonymer
- Amaryllis brasiliensis DC., 1816 nom. illeg.
- Amaryllis carnarvonia DC., 1825-27
- Amaryllis johnsonii Bury
- Amaryllis regia-vittata hort.
- Hippeastrum regio-vittatum hort.